# Инвестициона политика у Југославији
Југославија је после Другог светског рата улагала огромне напоре како би савладала своју економску заосталост. Инвестиције су биле главни покретач нашег привредног развоја.

## Инвестициона политика у СФРЈ
За инвестициону политику у СФРЈ карактеристична је висока стопа инвестиција.Већ на почетку послератног периода(1948–1952) инвестиције у основне фондове чине више од једне четвртине (26,1%) друштвеног производа,а њихов привредни део близу једне петине(19,5%).У односу на време између два светска рата,када је стопа инвестиција износила 6-8%,ово је био крупан развојни скок.
Удео фиксних инвестиција у друштвеном производу,уз сва колебања којима је био изложен,остаје врло висок све до краја седамдесетих година.Подаци показују да од 1953.до 1979.године стопа фиксних инвестиција износи чак 31,5%(30.2% на простору Србије и Црне Горе),од чега на привредне инвестиције отпада 2/3,а на непривредне преостала 1/3.
таб.1
|                         | 1953-1979 | 1980-1989 | 1953-1989 |
| ----------------------- | --------- | --------- | --------- |
| Укупне инвестиције      | 31,5      | 23,0      | 27,8      |
| Привредне инвестиције   | 21,5      | 16,3      | 19,2      |
| Непривредне инвестиције | 10,0      | 6,7       | 8,6       |

## Осамдесете године
Током осамдесетих година наша привреда запада у велике тешкоће.Инвестиције у основне фондове се смањују због успоравања привредног раста,доспелих обавеза за отплату раније узетих кредита од других земаља и отежаног даљег задуживања у иностранству.Учешће фиксних инвестиција у друштвеном производу,које је у претходном периоду износило готово једну трећину,сада пада испод једне четвртине,тј своди се на 23%.(Одговарајући податак за Србију је 23,4%)

## Битна обележја инвестиционе политике у СФРЈ
Као битно обележје инвестиционе политике у СФРЈ истичемо њену снажну усмереност на развој индустрије.У економској структури привредних инвестиција у основне фондове,која најбоље осликава изабрану развојну стратегију националне економије,доминирају индустријске инвестиције.Од 1953. до 1989.године оне чине око половине (50,4%) укупних фиксних инвестиција у привреди.(Слична је ситуација у Србији-50,8%).На почетку послератног периода(1947–1952) учешће индустријских инвестиција је било још значајније(54,3%).

## Саобраћај
Саобраћај је,по заступљености у структури привредних фиксних инвестиција,био друга привредна област,одмах иѕа индустрије.Он је привукао приближно једну петину (18,5%) привредних инвестиција у основне фондове од 1953. до 1989.године.

## Оцена инвестиционе политике
За оцену инвестиционе политике у СФРЈ значајно је сагледати и економску ефективност инвестиција.Подаци показују да је у периоду 1953-1989. маргинални капитални коефицијент износио 3,8 јединица(3,7 у Србији).Толико је постотака друштвеног производа инвестирано у просеку годишње да се остварио 1% његовог просечног годишњег раста.Вредност поменутог показатеља је знатно повољнија(нижа) у интервалу 1953-1979,него у време кризе осамдесетих година,када маргинални коефицијент излази из оквира који се сматрају економски нормалним.

## После 2000. године
Инвестициона клима у Србији је,донекле,побољшана,после 2000.године,мада се на поменутом плану мора још много тога урадити.Подаци показују да се удео фиксних инвестиција у бруто домаћем производу повећао са 10,4% у 2001. на 18% у 2007.години,али је и даље релативно скроман.Национална стратегија привредног развоја Србије 2006-2012.предвиђа(у оба сценарија) да учешће фиксних инвестиција у GDP-у до 2012.достигне ниво од 25%.